# رابین دیویدسن
رابین دیویدسن (۶ سپتامبر ۱۹۵۰) نویسنده استرالیایی است که بیشتر برای کتاب مسیرها که شرح سفر ۱۷۰۰ مایلی او در بیابان‌های استرالیا، با استفاده از شتر است. مجله نشنال جئوگرافی در همان زمان، از او خواست درباره سفرش بنویسد. او بعد از این سفر کتابی را به نام «مسیرها» نوشت.

## فیلممسیرها
سال ۲۰۱۳ فیلمی بر اساس کتاب او به همان نام مسیرها ساخته شد و نقش او را میا واشیکوفسکا بازی کرد.

## آثار
- دیویدسن، رابین (۳۰ مه ۱۹۹۵). مسیرها. Vintage. ISBN 0-679-76287-6.